# 貝瑞塔M1938衝鋒槍
貝瑞塔M1938衝鋒槍是意大利皇家陸軍於1938年採用的衝鋒槍。由貝瑞塔研發和生産，發射9毫米魯格彈。

## 歴史
貝瑞塔是一家歷史悠久的火器製造商,它於第一次世界大戰中為意軍提供武器。大戰末期，貝瑞塔更研發了貝瑞塔M1918衝鋒槍，比德國的MP18衝鋒槍的服役時間更早，可說是開創了衝鋒槍的先河。為了取代上代衝鋒槍以及笨重的Villar-Perosa M15輕機槍，貝瑞塔總工程師圖利奧·馬倫戈尼帯頭研發新型衝鋒槍，成果即為貝瑞塔M1938衝鋒槍。

## 流行文化

### 電子遊戲
- 2018年—《戰地風雲5》
- 2021年—《應徵入伍》